# Dyrżawno pyrwenstwo w piłce nożnej (1935)
Dyrżawno pyrwenstwo (1935) było 11. edycją najwyższej piłkarskiej klasy rozgrywkowej w Bułgarii. W rozgrywkach brało udział 13 zespołów. Tytułu nie obroniła drużyna Władysław Warna. Nowym mistrzem Bułgarii został zespół SK Sofia.

## 1. runda
- Maria Luisa Łom – SK Sofia 1 – 1, 0 – 3 (walkower)
- Strumska Slawa Radomir – Orel-Czegan 30 Wraca 0 – 1
- Napredak Ruse – DFW Kazanłyk 3 – 3, 2 – 0
- Pobeda 26 Plewen – Botew Jamboł 3 – 2
- Lewski Gorna Orjachowica – Panajot Wołow Szumen 0 – 6

## Ćwierćfinały
- SK Sofia – Orel-Czegan 30 Wraca 2 – 1
- Botew Pazardżik – Pobeda 26 Plewen 7 – 1
- Lewski Burgas – Ticza Warna 0 – 3
- Panajot Wołow Szumen – Napredak Ruse 3 – 2

## Półfinały
- SK Sofia – Panajot Wołow Szumen 1 – 0
- Ticza Warna – Botew Pazardżik 7 – 0

## Finał
- 3 października 1935:
SK Sofia – Ticza Warna 4 – 0

Zespół SK Sofia został mistrzem Bułgarii.